# 馬修斯 (印地安納州)
馬修斯（英語：Matthews）是一個位於美國印地安納州格蘭特縣的城鎮。

## 人口
根據2010年美國人口普查的數據，馬修斯的面積為0.91平方千米，當中陸地面積為0.91平方千米，而水域面積為0.00平方千米。當地共有人口596人，而人口密度為每平方千米655人。